# Harald Andler

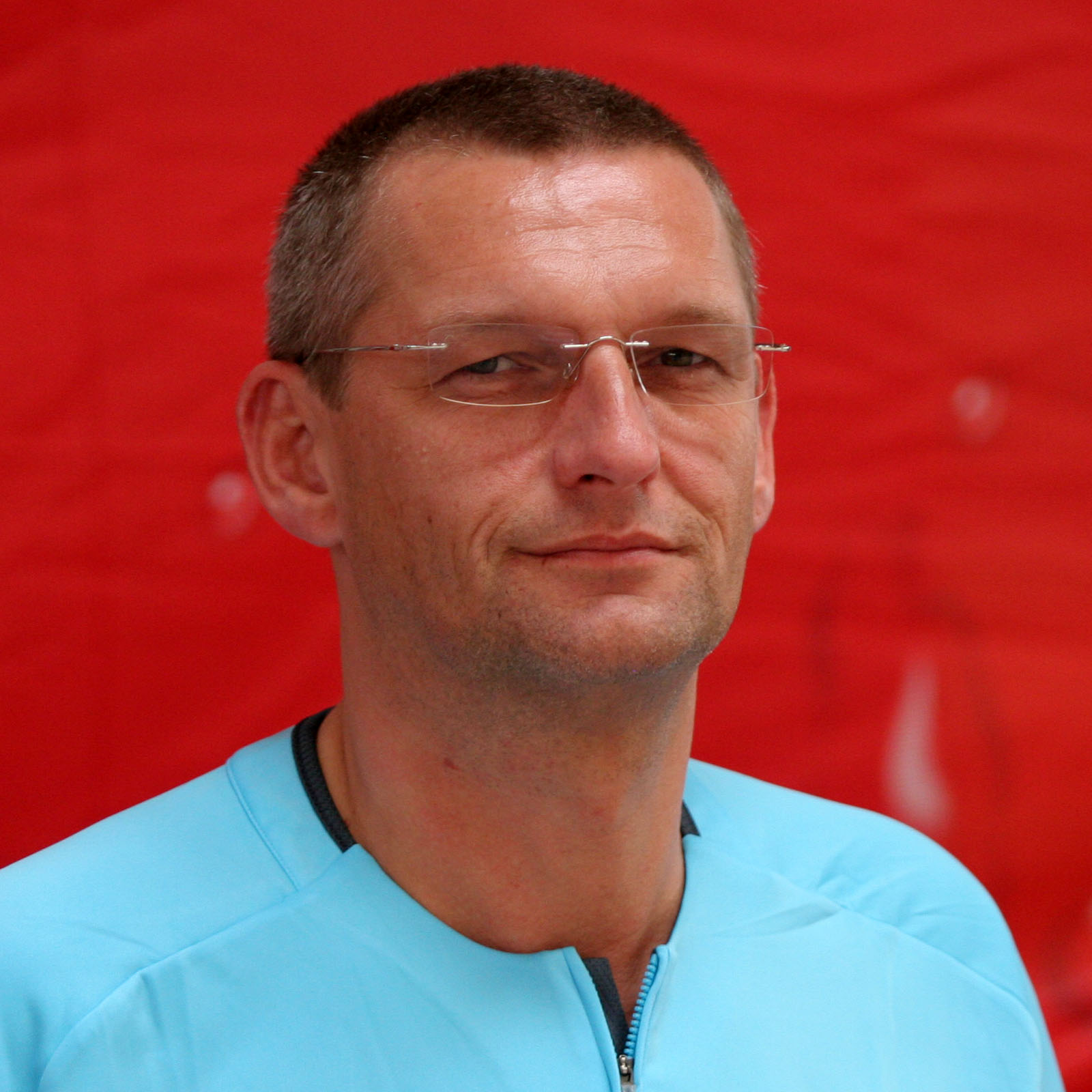
Harald Andler am 30. August 2008

Harald Andler (* 24. Februar 1965) ist ein ehemaliger deutscher Handballschiedsrichter. Er gehörte zum DHB und war von 1981 bis 2009 Schiedsrichter. 
Ab 1986 arbeitete er mit seinem Bruder Bernd als Schiedsrichtergespann. 1995 wurden beide in den DHB-Kader aufgenommen und haben rund 500 Spiele beim DHB geleitet. Spiele der 1. Bundesliga leiteten sie seit 1998. Von der EHF/IHF wurden sie auf internationaler Ebene eingesetzt. Von 2009 bis 2015 fungierte Harald Andler als offizielle Spielaufsicht in der Handball-Bundesliga.
Höhepunkte:
- 2008 Einsatz beim Final-Four in der Color-Line-Arena in Hamburg.
- 2007 Leitung des Supercup-Endspiels in der Olympiahalle in München.

## Privates
Harald Andler ist geschieden und hat drei Kinder. Er arbeitet in der Qualitätssicherung.